# Dossier médical global
Pour les articles homonymes, voir DMG.
En Belgique, le dossier médical global (DMG) contient les données médicales et administratives d'un patient qui visent à améliorer la qualité des soins de santé. Le DMG est unique par patient et il n'est entretenu que par un seul médecin généraliste à la fois.

## Historique
Le DMG est créé en 1999 dans le cadre de la réforme des soins de santé. Par la suite, son rôle, son accès, son coût, ses avantages évolueront au fil des accords nationaux médico-mutualistes, des avis données par la CNMM et par l'ordre des médecins et des impulsions politiques.
La loi du 10 novembre 1967 donne au ministre chargé de la Santé publique la capacité de formuler des recommandations sur la structure et le fonctionnement du « dossier médical général ».
De 1999 jusqu’à aujourd’hui, les accords nationaux médico-mutualistes sont modifiés chaque année en vue de coller aux nouvelles technologies et aux nouvelles lois,.

## Structure du DMG
Le dossier médical global contient les points suivants : 
- opérations,
- antécédents,
- hospitalisations,
- allergies,
- maladies chroniques,
- traitements en cours,
- résultats d’examens,
- résultats de prises de sang,
- éléments pertinents que le médecin recueille ainsi que les éléments qu’il reçoit d’autres spécialistes de soins.

Toutes les personnes en ordre de mutuelle - du plus jeune au plus âgé, les personnes souffrant d’une maladie chronique, les personnes ayant un statut particulier à la mutuelle (OMNIO/BIM et tiers-payant) - peuvent avoir accès au DMG.
Il est géré uniquement par le médecin traitant du patient, il a été créé dans le but d'améliorer la qualité des soins de santé.
En pratique, les mutualités sont tenues de pratiquer les tarifs tels que décidés dans les accords nationaux médico-mutualistes. Elles se différencient dans certains points (ex: renouvellement annuel automatisé).
Le DMG est totalement gratuit, il suffit de payer 30€ (tarif légal mis en application via les accords médico-mutualistes) chez le MG et ensuite de rendre la souche de remboursement à sa mutuelle qui se chargera d’acquitter l’intégralité de cette somme,,.

## Objectifs du DMG
Les données médicales (opérations, antécédents, traitements, …) sont centralisées et gérées en un seul endroit et le médecin généraliste a dès lors une meilleure connaissance des éléments de l’état de santé de son patient. Les examens superflus et les doublons sont ainsi évités. Le médecin généraliste pourra donc rediriger en toute connaissance de cause vers des confrères spécialistes. 
Le premier objectif est la dispensation de soins de qualité par le regroupement en un seul lieu de toutes les données médicales pertinentes du patient.
Le deuxième objectif est l’échange des données entre médecins généralistes et spécialistes ce qui implique : la communication des résultats, les démarches diagnostiques et thérapeutiques. Cela permet également d’éviter la répétition inutile d’examens. 
Le troisième objectif est celui de la prise en charge optimale des patients atteints de pathologies spécifiques requérant une collaboration renforcée entre MG et MS. Celle-ci doit être incitée afin de concrétiser le principe fondamental de l’organisation optimale des soins c’est-à-dire des soins de qualité.
Le quatrième objectif est celui de la participation, sur base volontaire, à la récolte de données épidémiologiques anonymisées de la Santé Publique. Grâce à des logiciels informatiques, cette collecte s’en trouve facilitée. Les sujets sont divers et variés : vaccination antigrippale, suivi de dépistage par la mammographie, dépistage des maladies cardio-vasculaires, …

### Ouverture d'un DMG
Le DMG se demande lors d’une simple consultation, au cabinet du médecin généraliste ou lors d’une visite à domicile.
Si la personne se trouve être le parent d’un enfant ou d’un patient palliatif, il peut demander l’ouverture d’un DMG à sa place.

### DMG+
Le DMG+ est attribué aux personnes âgées de 45 à 75 ans. En effet, la CNMM a décidé de créer un dossier spécial pour cette catégorie de la population. 
Le médecin et son patient doivent respecter 10 éléments d’une liste, qui ont été choisis selon les critères de l’OMS pour le dépistage de masse. Ceux-ci doivent être évalués sur une période de 3 ans. 
Le coût du DMG+ est de 10,29 € une fois par an et est entièrement remboursé auprès de la mutuelle.
Contenu :
- état général : activité physique + alimentation + tabac + alcool,
- évaluation du risque cardiovasculaire global,
- dépistage du cancer colorectal,
- dépistage du cancer du sein,
- dépistage du cancer du col de l'utérus,
- vaccinations diphtérie/tétanos, grippe et pneumocoque,
- dépistage du diabète de type 2 par dosage de la glycémie,
- dépistage de l'insuffisance rénale (créatinémie + protéinurie),
- dosage des lipides chez les plus de 50 ans,
- dépistage de la dépression[7],[8].

### eDMG - DMI (Dossier médical informatisé)
Depuis le 1er août 2014, les médecins ont la possibilité d’utiliser la version électronique du DMG. 
- Lors d’un changement de médecin traitant en cours d’une année calendrier, possibilité pour le nouveau médecin d’ouvrir une relation DMG avec son nouveau patient.
- Le patient bénéficie immédiatement des avantages du ticket modérateur liés au statut DMG.
- Le médecin crée automatiquement une relation thérapeutique officiellement enregistrée.
- Le médecin bénéficie d’une prolongation et d’un remboursement rapides de ses DMG c’est-à-dire que le médecin sera remboursé dans les 30 jours suivant la consultation. Alors que dans le circuit « papier » il doit attendre jusqu’à septembre de l’année suivante avant que la mutualité ne lui prolongent ses DMG et jusqu’à 18 mois d’attente pour le remboursement[9].